# Historická antropologie
Historická antropologie (angl. anthropological history, něm. historische Anthropologie) je historická disciplína, která se zabývá konkrétním jedincem v dějinách. Zkoumá jeho jednání, postoje, pocity, způsob myšlení a snaží se je interpretovat v rámci jeho dobového způsobu vnímání.
Historická antropologie jako samostatná disciplína vznikla na přelomu 70. a 80. let 20. století a ve svých metodách vyšla z etnologie (resp. antropologie), sociálních dějin, dějin lidové kultury, mikrohistorie, dějin mentalit a dějin každodennosti. V USA měla a má blízko k tzv. etnohistorii. Tematicky i metodicky se vymezila vůči tradiční makrostrukturální historiografii, která vnímá dějinami jako relativně jednotný lineární vývoj a v jeho rámci studuje ne jedince, ale společenské vrstvy a třídy a strukturální procesy jako je např. modernizace či urbanizace apod.
Jedním z hlavních problémů, které se historická antropologie snaží řešit, je hranice, která vzniká mezi tzv. objektivními dějinnými strukturami a subjektivním chováním. Jinak řečeno, do jaké míry je člověk ve svém chování omezován svým prostředím (které je výsledkem dějinného vývoje) a do jaké míry je schopen v tomto prostředí uplatnit svou individualitu.
Dále tímto v podstatě mikrohistorickým přístupem pomáhá objasnit, jakým způsobem se v životě „obyčejného“ jedince odráží velké historické události a procesy (kterými se zabývají politické, resp. sociální historické vědy).
Nemalým přínosem historické antropologie je rozšíření témat, kterými se historikové zabývají (jako např. soukromí, mentalita, způsob interakce mezi sociálními skupinami) a interdisciplinární přístup k předmětu svého bádání.
Vzhledem ke specifičnosti a v neposlední řadě i zpracovatelnému množství pramenů se historická antropologie dosud zabývala především raně novověkými dějinami (pro středověk neexistuje dostatečné množství vhodných pramenů a od 18. století je naopak pramenů tolik, že se pro historika stává velmi obtížným se v tématu neztratit). Přesto se nově začínají především v Německu objevovat studie z historické antropologie, které se týkají vývoje ve 20. století (např. srovnání postupu ženské emancipace v NDR a NSR).
Vlivem historického vývoje v tomto období, kdy se tradiční společnost postupně přeměňuje ve společnost moderní, se dosud historická antropologie zabývala přednostně několika konkrétními tématy: dějiny rodu (gender studies), resp. i rodina a domácnost, čarodějnictví, otázka vzpoury, kriminality a násilí v dějinách, náboženství a zbožnost, interakce elitní a lidové kultury, chápání pojmu „cizí“ atd.
Dominantní na poli historické antropologie jsou již dlouhou dobu němečtí a rakouští odborníci: Richard van Dülmen, Michael Mitterauer, Hans Medick, Alf Lüdtke, Gert Dressel a Karl Kaser.